# Dino Felisetti
Luigi Dino Felisetti (Modena, 23 settembre 1919 – Reggio Emilia, 20 ottobre 2021) è stato un politico italiano, esponente del Partito Socialista Italiano.

## Biografia
Nel dopoguerra è consigliere provinciale e comunale di Reggio Emilia. Nel 1956 è tra i fondatori, assieme a Stefano Del Bue, Sergio Masini, Romeo e Alberto Galaverni, della corrente autonomista nenniana. Negli anni sessanta è assessore all'urbanistica e vice sindaco di Reggio Emilia, nel 1965 è segretario provinciale del PSI. Nel 1972 è eletto per la prima volta alla Camera dei deputati, ove viene ininterrottamente riconfermato con le elezioni del 1976, del 1979 e del 1983. In Parlamento ricopre prestigiosi incarichi, tra i quali quello di presidente della Commissione giustizia della Camera. Nel 1988 e fino al 1990 è membro del Consiglio superiore della magistratura. Felisetti ha scritto anche Un avvocato in Parlamento. Processi penali parlamentari costituzionali.